# Мелентьева, Наталья Александровна
Наталья Александровна Мелентьева (11 февраля 1978, Ставропольский край, СССР) — российская и баскетболистка. Мастер спорта международного класса.

## Карьера
Начинала свою карьеру в «Динамо» из Кропоткина. В 19 лет перешла в курское «Динамо», с которым она проделала путь до элитной Суперлиги и еврокубков. В 1999 году играла за молодёжную сборную России. В 2003 году вместе с другими одноклубницами была вызвана в состав студенческой сборной России. Вместе с ней Мелентьева завоевала бронзу на Летней Универсиада в корейском Тэгу.
Затем выступала за новосибирское «Динамо-Энергию» и в украинском «Донбассе». В 2010 году вернулась в курское «Динамо», но провела в нем всего один сезон. Последней командой в Премьер-Лиге для баскетболистки стала ивановская «Энергия».

## Достижения

### Международные
- Бронзовый призер Летней Универсиады (1): 2003.

### Национальные
- Бронзовый призер чемпионата Украины (1): 2009/10.
- Серебряный призер Высшей лиги (1): 1998/99.